# Sphecotypus birmanicus
Sphecotypus birmanicus is een spinnensoort uit de familie van de loopspinnen (Corinnidae).
De wetenschappelijke naam van de soort werd in 1897 als Myrmecisca birmanica gepubliceerd door Tord Tamerlan Teodor Thorell.